# 西條藩 (伊予國)
西條藩（日语：／ Saijō han */?）為日本江戶時代的藩，位於伊予國新居郡西條（現愛媛縣西條市）周邊。起初為外樣大名統有，之後成為德川御三家中紀州德川家（紀州藩）的支藩。

## 歷史
1636年一柳直盛由伊勢國神戸藩1万8千石的領地改封至6万8千石的西條，從此西條藩立藩。一柳直盛在前往領地途中於大阪逝世，嫡長子一柳直重繼承遺留的3萬石，次子一柳直家獲封播磨國小野藩的2万8千石，三子一柳直賴得到伊予國小松藩的1万石領地。
一柳直重逝世後，其子一柳直興繼承領地並分予弟弟一柳直照5,000石。
1665年 一柳直興因為怠慢建造御所的工作、參勤交代遲到，被幕府以失政等理由沒收領地，西條藩暫時城為直轄的天領。
1670年紀伊國紀州藩初代藩主德川賴宣三男松平賴純以3萬石封於西條藩，以避免紀州德川家絕嗣。西條藩第二代藩主德川宗直因為原紀州藩藩主德川吉宗就任將軍，因而繼承紀州德川家與紀州藩，從此松平家成為不需參勤交代的定府大名。
雖為親藩大名，但明治維新後以官軍的身份派兵參加戊辰戰爭。
1871年廢藩置縣後先成為西條縣，經由松山縣、石鐵縣而編入愛媛縣。
松平家於1884年以子爵之身名列華族。

## 歴代藩主

### 一柳家
外樣 - 6万8千石→3万石→2万5千石（1636年 - 1665年）
| 代 | 氏名     | 院號   | 官位            | 在職期間                           | 享年 | 出身家 |
| -- | -------- | ------ | --------------- | ---------------------------------- | ---- | ------ |
| 1  | 一柳直盛 | -      | 從五位下 監物   | 寬永13年 1636年                    | 73   | 一柳家 |
| 2  | 一柳直重 | 直指院 | 從五位下 丹後守 | 寬永13年 - 正保2年 1636年 - 1645年 | 48   | 一柳家 |
| 3  | 一柳直興 | -      | 從五位下 監物   | 正保2年 - 寬文5年 1645年 - 1665年  | 79   | 一柳家 |

### 松平家（紀州德川分家）
親藩御連枝 - 3万石（1670年 - 1871年）
| 代 | 氏名     | 院號   | 官位              | 在職期間                            | 享年 | 出身家         |
| -- | -------- | ------ | ----------------- | ----------------------------------- | ---- | -------------- |
| 1  | 松平賴純 | 源性院 | 從四位下 左京大夫 | 寬文10年 - 正德元年 1670年 - 1711年 | 71   | 紀州德川家     |
| 2  | 松平賴致 | 大慧院 | 從四位下 左京大夫 | 正德元年 - 正德6年 1711年 - 1716年  | 76   | 伊予西條松平家 |
| 3  | 松平賴渡 | 惠日院 | 從四位下 左京大夫 | 正德6年 - 元文3年 1716年 - 1738年   | 33   | 伊予西條松平家 |
| 4  | 松平賴邑 | 智性院 | 從四位下 左京大夫 | 元文3年 - 寶曆3年 1738年 - 1753年   | 50   | 伊予西條松平家 |
| 5  | 松平賴淳 | 香嚴院 | 從四位下 左京大夫 | 寶曆3年 - 安永4年 1753年 - 1775年   | 62   | 伊予西條松平家 |
| 6  | 松平賴謙 | 壽德院 | 從四位下 式部大輔 | 安永4年 - 寬政7年 1775年 - 1795年   | 52   | 紀州德川家     |
| 7  | 松平賴看 | 廣德院 | 從四位下 雅樂頭   | 寬政7年 - 寬政9年 1795年 - 1797年   | 24   | 伊予西條松平家 |
| 8  | 松平賴啓 | 秀德院 | 從四位下 式部大輔 | 寬政9年 - 天保3年 1797年 - 1832年   | 64   | 伊予西條松平家 |
| 9  | 松平賴學 | 智德院 | 從四位上 侍從     | 天保3年 - 文久2年 1832年 - 1862年   | 58   | 伊予西條松平家 |
| 10 | 松平賴英 | -      | 從四位上 左京大夫 | 文久2年 - 明治4年 1862年 - 1871年   | 63   | 伊予西條松平家 |

※全藩主皆被任命為左近衛少將